# Arthur Summerfield
Pour les articles homonymes, voir Summerfield.
Arthur Ellsworth Summerfield, né le 17 mars 1899 à Pinconning (Michigan) et mort le 26 avril 1972 à West Palm Beach (Floride), est un homme politique américain. Membre du Parti républicain, il est Postmaster General des États-Unis entre 1953 et 1961 dans l'administration du président Dwight D. Eisenhower.

## Source
- (en) Cet article est partiellement ou en totalité issu de l’article de Wikipédia en anglais intitulé « Arthur Summerfield » (voir la liste des auteurs).